# Nuova Navarra

Mappa del Vicereame della Nuova Spagna nel 1794 in cui è riportata la provincia della Nuova Navarra.

Mappa del Vicereame della Nuova Spagna nel 1819 in cui è riportata la provincia della Nuova Navarra già Sonora e Sinaloa.

Nueva Navarra, o Nuevo Reyno de la Nueva Navarra (in italiano Nuova Navarra o Nuovo Regno della Nuova Navarra), fu una provincia inclusa nella Comanderia generale delle province interne e sotto la giurisdizione della Real Audiencia di Guadalajara nel Vicereame della Nuova Spagna. Il suo territorio, principalmente occupato dal Deserto di Sonora, comprendeva gli attuali stati messicani di Sonora e Sinaloa, oltre a una parte dello stato di Nayarit (Messico) e dello stato dell'Arizona (Stati Uniti).

## Descrizione
Il nome di Nueva Navarra ha origine dalle missioni gesuite stabilite nella parte settentrionale della Nuova Spagna dalla Compagnia di Gesù nei secoli XVII e XVIII. In particolare, il primo a utilizzare questa denominazione per nominare questa regione fu il missionario gesuita Eusebio Francisco Kino, evangelizzatore delle terre settentrionali della Nuova Spagna. Kino voleva onorare in questo modo la figura di San Francesco Saverio, che, missionario e gesuita come lui, era nato nella attuale provincia spagnola di Navarra.
Nel XVIII, il nome di Nueva Navarra coesisteva con la denominazione di Sonora e Sinaloa. Tuttavia, una volta ottenuta l'indipendenza messicana, la regione divenne lo Estado de Occidente, facendo riferimento anche a Sonora e Sinaloa, che è proprio il nome utilizzato per la regione nella Costituzione Federale degli Stati Uniti Messicani del 1824.